# George Watson (kolarz)
George Watson (ur. 20 lutego 1890 w Toronto, zm. 28 czerwca 1938 w Hamilton) – kanadyjski kolarz, olimpijczyk, uczestnik Letnich Igrzysk Olimpijskich 1912.
Podczas igrzysk wystartował w wyścigu indywidualnym na czas. Długość trasy była wyznaczona na ok. 315 km. Watson ukończył trasę wyścigu w czasie 12:52:22,2; zajął 78. miejsce.